# Stephen Thomas
Stephen Anthony Thomas, dit Steve Thomas, (né le 15 juillet 1963 à Stockport en Angleterre) est un joueur professionnel de hockey sur glace. Il a joué pendant 20 saisons dans la Ligue nationale de hockey pour différentes franchises inscrivant près de 1 000 points au cours de cette carrière. Ayant la double nationalité anglo-canadienne, il représente l'équipe du Canada lors de quatre championnats du monde.
Il a également un court rôle dans le film Youngblood.

## Carrière
Il émigre avec sa famille en Canada et est élevé à Markham ville de l'Ontario. Il fait ses débuts dans la Ligue de hockey de l'Ontario avec les Marlboros de Toronto en 1980-1981 puis va être repéré par l'équipe de la LNH de la ville, les Maple Leafs de Toronto après avoir inscrit 51 buts au cours de la saison 1983-1984.
Il rejoint donc l'équipe de la LNH sans être passé par les repêchages traditionnels et joue une vingtaine de matchs dans la LNH lors de la saison 1984-1985. La même année, il joue dans la Ligue américaine de hockey avec les Saints de Saint Catharines, équipe affiliée aux Maple Leafs. Au cours de cette première saison dans la LAH, il inscrit 90 points et est sacré meilleur joueur dans sa première saison. Il reçoit ainsi le trophée Dudley-« Red »-Garrett de la meilleure recrue de la saison.

## Parenté dans le sport
Il est le père du joueur de hockey professionnel, Christian Thomas.

## Statistiques

### Statistiques en club
| Saison     | Équipe                     | Ligue      |       | Saison régulière | Saison régulière | Saison régulière | Saison régulière | Saison régulière |    | Séries éliminatoires | Séries éliminatoires | Séries éliminatoires | Séries éliminatoires | Séries éliminatoires |
| Saison     | Équipe                     | Ligue      | PJ    | B                | A                | Pts              | Pun              | PJ               | B  | A                    | Pts                  | Pun                  |                      |                      |
| 1980-1981  | Marlboros de Toronto       | LHO        | 1     | 0                | 0                | 0                | 0                | -                | -  | -                    | -                    | -                    |                      |                      |
| 1981-1982  | Marlboros de Toronto       | OHL        | -     | -                | -                | -                | -                | 7                | 4  | 1                    | 5                    | 4                    |                      |                      |
| 1981-1982  | Waxers de Markham          | OJHL       | 48    | 68               | 57               | 125              | 113              | -                | -  | -                    | -                    | -                    |                      |                      |
| 1982-1983  | Marlboros de Toronto       | OHL        | 61    | 18               | 20               | 38               | 42               | -                | -  | -                    | -                    | -                    |                      |                      |
| 1983-1984  | Marlboros de Toronto       | OHL        | 70    | 51               | 54               | 105              | 77               | 9                | 2  | 6                    | 8                    | 26                   |                      |                      |
| 1984-1985  | Maple Leafs de Toronto     | LNH        | 18    | 1                | 1                | 2                | 2                | -                | -  | -                    | -                    | -                    |                      |                      |
| 1984-1985  | Saints de Saint Catharines | LAH        | 64    | 42               | 48               | 90               | 56               | -                | -  | -                    | -                    | -                    |                      |                      |
| 1985-1986  | Maple Leafs de Toronto     | LNH        | 65    | 20               | 37               | 57               | 36               | 10               | 6  | 8                    | 14                   | 9                    |                      |                      |
| 1985-1986  | Saints de Saint Catharines | LAH        | 19    | 18               | 14               | 32               | 35               | -                | -  | -                    | -                    | -                    |                      |                      |
| 1986-1987  | Maple Leafs de Toronto     | LNH        | 78    | 35               | 27               | 62               | 114              | 13               | 2  | 3                    | 5                    | 13                   |                      |                      |
| 1987-1988  | Blackhawks de Chicago      | LNH        | 30    | 13               | 13               | 26               | 40               | 3                | 1  | 2                    | 3                    | 6                    |                      |                      |
| 1988-1989  | Blackhawks de Chicago      | LNH        | 45    | 21               | 19               | 40               | 69               | 12               | 3  | 5                    | 8                    | 10                   |                      |                      |
| 1989-1990  | Blackhawks de Chicago      | LNH        | 76    | 40               | 30               | 70               | 91               | 20               | 7  | 6                    | 13                   | 33                   |                      |                      |
| 1990-1991  | Blackhawks de Chicago      | LNH        | 69    | 19               | 35               | 54               | 129              | 6                | 1  | 2                    | 3                    | 15                   |                      |                      |
| 1991-1992  | Blackhawks de Chicago      | LNH        | 11    | 2                | 6                | 8                | 26               | -                | -  | -                    | -                    | -                    |                      |                      |
| 1991-1992  | Islanders de New York      | LNH        | 71    | 28               | 42               | 70               | 71               | -                | -  | -                    | -                    | -                    |                      |                      |
| 1992-1993  | Islanders de New York      | LNH        | 79    | 37               | 50               | 87               | 111              | 18               | 9  | 8                    | 17                   | 37                   |                      |                      |
| 1993-1994  | Islanders de New York      | LNH        | 78    | 42               | 33               | 75               | 139              | 4                | 1  | 0                    | 1                    | 8                    |                      |                      |
| 1994-1995  | Islanders de New York      | LNH        | 47    | 11               | 15               | 26               | 60               | -                | -  | -                    | -                    | -                    |                      |                      |
| 1995-1996  | Devils du New Jersey       | LNH        | 81    | 26               | 35               | 61               | 98               | -                | -  | -                    | -                    | -                    |                      |                      |
| 1996-1997  | Devils du New Jersey       | LNH        | 57    | 15               | 19               | 34               | 46               | 10               | 1  | 1                    | 2                    | 18                   |                      |                      |
| 1997-1998  | Devils du New Jersey       | LNH        | 55    | 14               | 10               | 24               | 32               | 6                | 0  | 3                    | 3                    | 2                    |                      |                      |
| 1998-1999  | Maple Leafs de Toronto     | LNH        | 78    | 28               | 45               | 73               | 33               | 17               | 6  | 3                    | 9                    | 12                   |                      |                      |
| 1999-2000  | Maple Leafs de Toronto     | LNH        | 81    | 26               | 37               | 63               | 68               | 12               | 6  | 3                    | 9                    | 10                   |                      |                      |
| 2000-2001  | Maple Leafs de Toronto     | LNH        | 57    | 8                | 26               | 34               | 46               | 11               | 6  | 3                    | 9                    | 4                    |                      |                      |
| 2001-2002  | Blackhawks de Chicago      | LNH        | 34    | 11               | 4                | 15               | 17               | 5                | 1  | 1                    | 2                    | 0                    |                      |                      |
| 2002-2003  | Blackhawks de Chicago      | LNH        | 69    | 4                | 13               | 17               | 51               | -                | -  | -                    | -                    | -                    |                      |                      |
| 2002-2003  | Mighty Ducks d'Anaheim     | LNH        | 12    | 10               | 3                | 13               | 2                | 21               | 4  | 4                    | 8                    | 8                    |                      |                      |
| 2003-2004  | Red Wings de Détroit       | LNH        | 44    | 10               | 12               | 22               | 25               | 6                | 0  | 1                    | 1                    | 2                    |                      |                      |
| Totaux LNH | Totaux LNH                 | Totaux LNH | 1 235 | 421              | 512              | 933              | 1 306            | 174              | 54 | 53                   | 107                  | 187                  |                      |                      |

### Statistiques en équipe nationale
| Année | Équipe | Compétition          |    | PJ | B | A | Pts | Pun               |  | Résultat |
| 1991  | Canada | Championnat du monde | 10 | 5  | 3 | 8 | 12  | Médaille d'argent |  |          |
| 1992  | Canada | Championnat du monde | 5  | 2  | 2 | 4 | 4   | Septième place    |  |          |
| 1994  | Canada | Championnat du monde | 6  | 1  | 5 | 6 | 0   | Médaille d'or     |  |          |
| 1996  | Canada | Championnat du monde | 8  | 2  | 3 | 5 | 29  | Médaille d'argent |  |          |

## Trophées et honneurs personnels
- Récipiendaire du trophée Dudley-« Red »-Garrett en 1985